# Bonfire (песня Феликса Йена)
«Bonfire» (с англ. — «Костёр») — сингл немецкого диджея и звукорежиссера Феликса Йена при участии финской певицы ALMA. Он был выпущен 15 июля 2016 года.

## Видеоклип
Изначально Йен выложил только аудио на своем канале YouTube. В течение месяца оно набрало более трех миллионов просмотров.
17 августа 2016 года был выпущен официальный клип. Съемки проходили за пределами столицы Болгарии Софии. В клипе ALMA и Феликс Йен находятся в горной местности среди огня. В следующих сценах ALMA поет стоя возле шин, а Йен бегает по пустыне, отбиваясь от взрывов. Режиссёром клипа стала Китти Болхефер. На сегодняшний день оба видео насчитывают более 3,6 миллиона просмотров на YouTube.

## Чарты
| Чарт (2016)                                | Позиция |
| ------------------------------------------ | ------- |
| Австрия (Ö3 Austria Top 40)                | 9       |
| Финляндия (Suomen virallinen lista)        | 14      |
| Франция (SNEP)                             | 120     |
| Германия (GfK)                             | 3       |
| Нидерланды (Single Top 100)                | 99      |
| Швеция (Sverigetopplistan)                 | 62      |
| Швейцария (Schweizer Hitparade)            | 39      |
| США (Billboard Hot Dance/Electronic Songs) | 43      |

| Чарт (2016)            | Позиция |
| ---------------------- | ------- |
| Austrian Singles Chart | 47      |
| German Singles Chart   | 23      |

## Сертификации
| Регион                                                                      | Сертификация | Продажи |
| --------------------------------------------------------------------------- | ------------ | ------- |
| Германия (BVMI)                                                             | Платиновый   | 400 000 |
| Австрия (IFPI Austria)                                                      | Золотой      | 15 000  |
| Данные о продажах + прослушиваниях приведены только на основе сертификации. |              |         |